# Jerry Hausman
Jerry Allen Hausman (* 5. Mai 1946 in Weirton, West Virginia) ist ein US-amerikanischer Wirtschaftswissenschaftler.

## Leben
Hausman ging nach seiner Militärzeit 1968 bis 1970 in Anchorage ans Massachusetts Institute of Technology. Dort war er ab 1973 Assistant Professor und ab 1976 Associate Professor. 1979 wurde er regulärer Professor. Nach mehreren Gastprofessuren an der Harvard University in den 1980er Jahren übernahm er 1992 die John and Jennie S. MacDonald Professur am MIT.
Hausman gehört diversen Forschungsinstitutionen an. Beispielsweise ist er Mitglied des National Bureau of Economic Research und der National Academy of Social Insurance.

## Werk
Hausman arbeitet vor allem im Bereich steuerliche Auswirkungen auf die Wirtschaft, Umwelt- und Energiewirtschaft und der Ökonomie des Alterns. Daneben publiziert er über Preisindizes, Regulierung von Branchen wie Telekommunikation oder Eisenbahnen und Ökonometrie. Er ist vor allem für den Hausman-Spezifikationstest bekannt.

## Ehrungen
- 1980: Frisch-Medaille der Econometric Society[1]
- 1985: John Bates Clark Medal
- 2018: Korrespondierendes Mitglied der British Academy[2]